# Fiddlers Three
Fiddlers Three (br.: No Reino da Confusão) é um filme estadunidense curta metragem de 1948, dirigido por Jules White. É o 107º de um total de 190 da série com os Três Patetas produzida pela Columbia Pictures entre 1934 e 1959. 

## Enredo
Os Três Patetas são menestreis na Corte do "Velho Rei Cole" (de um verso sobre um personagem do folclore medieval britânico, "Old King Cole") (Vernon Dent). Eles ficam impedidos de se casarem com suas namoradas até que a Princesa Alícia (Virginia Hunter) o faça com o Príncipe Galante III de Rododendro "quando a primavera florescer". Despeitado, o mágico malvado Murgatroyd (Philip Van Zandt) arma um plano para que ele próprio se case com a princesa e manda seus homens raptarem-na. Os Patetas se oferecem para salvarem a moça mas mal saem do estábulo pois o ferreiro não está e eles se atrapalham todo para ferrarem seu cavalos. Enquanto isso, o mágico diz ao Rei que ele conseguirá salvar a princesa usando seus poderes, mas pede em troca que o monarca consinta com seu casamento com ela e ele concorda.
Depois de muita confusão no estábulo, os Patetas caem por um alçapão e por acaso descobrem onde os homens do mágico aprisionaram a princesa. Eles conseguem fazer com que ela escape mas depois são perseguidos pelos bandidos. Os Patetas fogem por uma escada de corda e sem saber entram dentro do baú do mágico, o qual está serrando o mesmo ao meio e depois enfia várias espadas enquanto o Rei assiste. Ao serem machucados com as estocadas, os Patetas acabam destruindo a caixa e desmascaram o mágico. Os homens do vilão chegam e lutam com os Patetas mas todos param quando a bela assistente do mágico passa pelo salão e, exceto Shemp, vão atrás dela, assoviando. Shemp está com sede e pede um pouco de água a princesa mas quando bebe, o líquido esguicha pelos buracos feitos pelas espadas do mágico e ele, desesperado, grita por um encanador.